# Carna (nimfa)
Carna era una nimfa de la mitologia romana que vivia al camp, en un lloc on més tard s'erigiria Roma. El lloc per on es movia era el Lucus Helerni, on els pontífex encara oferien sacrificis en temps d'August.
Ovidi diu que primer s'anomenava Crane, i havia fet vot de virginitat. Caçava a les muntanyes i quan un enamorat la volia fer anar amb ell, ella el feia seguir cap al bosc i desapareixia, i era impossible retrobar-la. però Janus, el déu de les dues cares, volia tenir relacions amb ella, i quan Carna va voler enganyar-lo com feia amb tots, amagant-se darrere una roca, el déu la va agafar i la va violar.
Janus, penedit, li va donar tot el poder sobre les frontisses de les portes i també, com a insígnia, una branca d'espí blanc florit, una planta màgica destinada a eliminar els maleficis que poguessin entrar per les obertures de les cases. Carna foragita els vampirs, uns ocells semihumans que xuclaven la sang als nens acabats de néixer quan la nodrissa els deixa sols al bressol. Moltes d'aquestes funcions les tenia també la deessa Cardea, associada a les portes.